# Aquilas
Aquilas (en griego: Ἀχιλλᾶς; fallecido en el 47 a. C.) fue uno de los guardianes del rey egipcio Ptolomeo XIII y comandante de las tropas del rey cuando Pompeyo huyó a Egipto en septiembre del 48 a. C. Julio César lo describió como un hombre de extraordinaria audacia, y fueron él y Lucio Septimio quienes mataron a Pompeyo por sugerencia del eunuco Potino y Teodoto de Quíos.
Posteriormente, Aquilas se unió a Potino en la resistencia contra César y, tras encomendarle Potino el mando de todo el ejército, marchó contra Alejandría con 20 000 soldados de infantería y 2000 de caballería. César, que se encontraba en Alejandría, no disponía de fuerzas suficientes para hacerle frente, por lo que envió embajadores para negociar con él. Sin embargo, Aquilas asesinó a los embajadores para eliminar cualquier esperanza de reconciliación. A continuación, marchó sobre Alejandría y parte de la ciudad. Mientras tanto, Arsínoe, la hermana menor de Ptolomeo, escapó de César y se unió a Aquilas. Sin embargo, en el 47 a. C., estalló la discordia entre ellos, por lo que Arsínoe hizo que Ganímedes, un eunuco, ejecutara a Aquilas, a quien luego confió el mando de las fuerzas.